# Garcia Hernandez
Garcia Hernandez ist eine philippinische Stadtgemeinde in der Provinz Bohol. Sie hat 24.194 Einwohner (Zensus 1. August 2015).

## Baranggays
Garcia Hernandez ist politisch in 30 Baranggays unterteilt.
| - Abijilan - Antipolo - Basiao - Cagwang - Calma - Cambuyo - Canayaon East - Canayaon West - Candanas - Candulao - Catmon - Cayam - Cupa - Datag - Estaca | - Libertad - Lungsodaan East - Lungsodaan West - Malinao - Manaba - Pasong - Poblacion East - Poblacion West - Sacaon - Sampong - Tabuan - Togbongon - Ulbujan East - Ulbujan West - Victoria |

|  |  |